# ثلاث عملات في النافورة
ثلاث عملات في النافورة (بالإنجليزية: Three Coins in the Fountain)‏ هو فيلم دراما تم إنتاجه في الولايات المتحدة وصدر في سنة 1954.

## ترشيحات وجوائز
| السنة | الحدث  | الفئة              | النتيجة  |
| ----- | ------ | ------------------ | -------- |
|       | أوسكار | أفضل تصوير سينمائي | فـــــوز |

## الميزانية والإيرادات
بلغت تكلفة إنتاج الفيلم حوالي 1.7 مليون دولار بينما حقق أرباحا تقدر بـ 5 ملايين دولار ( rentals).

## وصلات خارجية
- ثلاث عملات في النافورة على موقع IMDb (الإنجليزية)
- ثلاث عملات في النافورة على موقع الموسوعة البريطانية (الإنجليزية)
- ثلاث عملات في النافورة على موقع روتن توميتوز (الإنجليزية)
- ثلاث عملات في النافورة على موقع نتفليكس (الإنجليزية)
- ثلاث عملات في النافورة على موقع ألو سيني (الفرنسية)
- ثلاث عملات في النافورة على موقع Turner Classic Movies (الإنجليزية)
- ثلاث عملات في النافورة على موقع أول موفي (الإنجليزية)
- ثلاث عملات في النافورة على موقع فيلمافينيتي (الإسبانية)
- ثلاث عملات في النافورة على موقع قاعدة بيانات الأفلام السويدية (السويدية)
- ثلاث عملات في النافورة على موقع قاعدة بيانات الفيلم (الإنجليزية)

1. ↑  وصلة مرجع: http://www.imdb.com/title/tt0047580/. الوصول: 28 يونيو 2016.
2. 1 2 3 4 5  وصلة مرجع: http://www.allocine.fr/film/fichefilm_gen_cfilm=109035.html. الوصول: 28 يونيو 2016.
3. 1 2 3 4 5 6 7 8  وصلة مرجع: http://www.filmaffinity.com/en/film662355.html. الوصول: 28 يونيو 2016.
4. 1 2 3 4 5 6 7 8 9  وصلة مرجع: http://www.imdb.com/title/tt0047580/fullcredits. الوصول: 28 يونيو 2016.